# Лавровки (посёлок)
Лавровки — посёлок сельского типа в Дмитровском районе Московской области, в составе Сельского поселения Костинское. Население — 103 чел. (2010). До 2006 года посёлок входил в состав Костинского сельского округа. Посёлок основан после Великой Отечественной войны при Лавровском опытном стекольном заводе.

## Расположение
Посёлок расположен в юго-восточной части района, примерно в 12 км на юго-восток от Дмитрова, на правом берегу реки Хаустовка (левый приток Яхромы), высота центра над уровнем моря 176 м. Ближайшие населённые пункты — деревня Лавровки на противоположном берегу реки и Трощейково в 300 м на юго-запад.

## Население
| 2002 | 2006 | 2010 |
| ---- | ---- | ---- |
| 137  | ↗145 | ↘103 |